# Chanteloup, Deux-Sèvres
Chanteloup är en kommun i departementet Deux-Sèvres i regionen Nouvelle-Aquitaine i västra Frankrike. Kommunen ligger i kantonen Moncoutant som tillhör arrondissementet Parthenay. År 2022 hade Chanteloup 982 invånare.

## Befolkningsutveckling
Antalet invånare i kommunen Chanteloup
| Referens: INSEE |